# Indennità di guerra

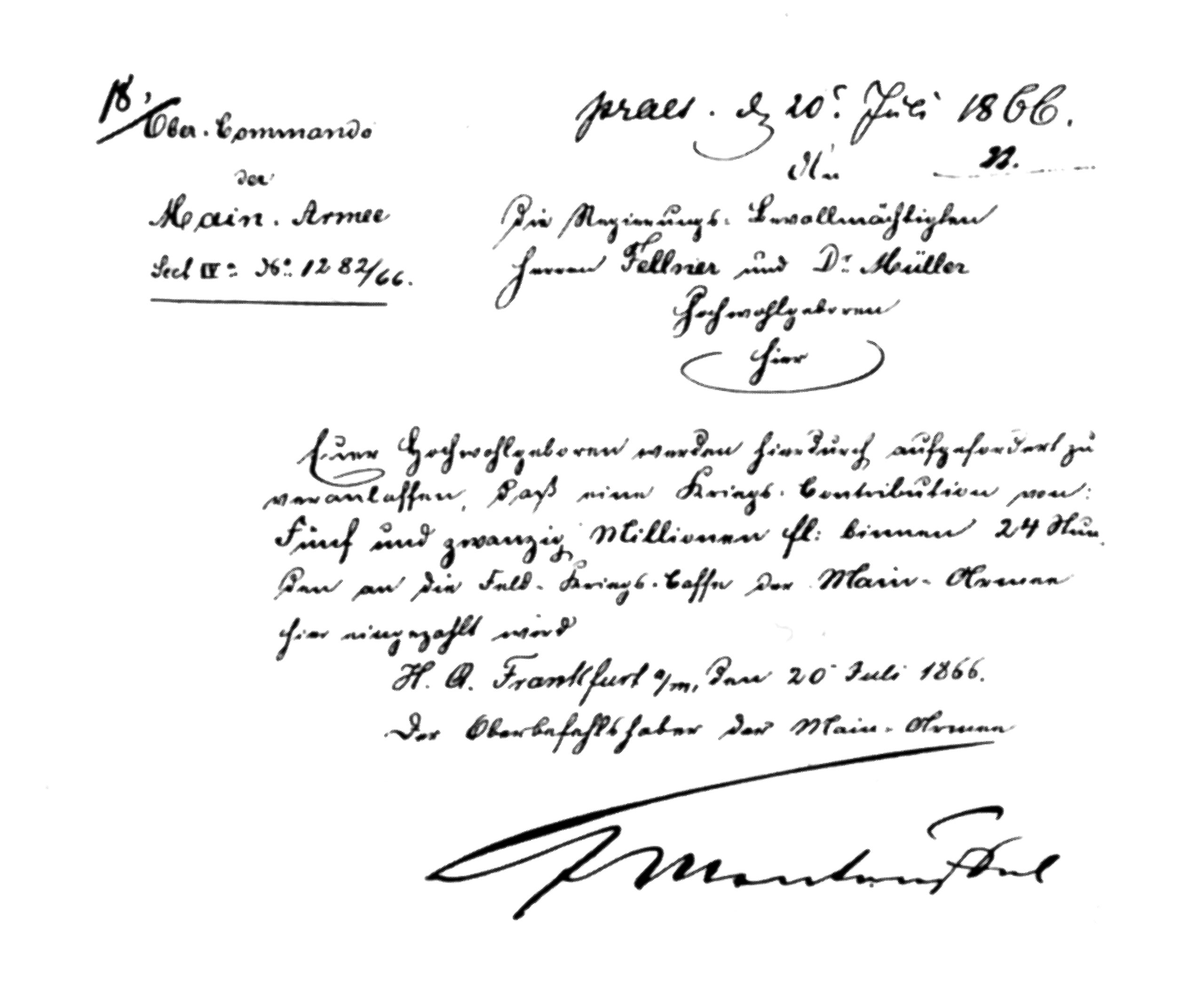
Guerra austro-prussiana: la città libera di Francoforte dovette pagare 25 milioni di fiorini alla Prussia come contributo di guerra entro 24 ore (ultimatum del 20 luglio 1866 firmato dal generale prussiano Edwin von Manteuffel).

L'indennità di guerra, o riparazione di guerra, è una compensazione monetaria destinata a coprire i danni o le perdite subite durante una guerra.

## Storia
Roma impose pesanti indennità a Cartagine dopo la prima e seconda guerra punica (la cosiddetta pace cartaginese).
Il 16 maggio 1795 la neonata Repubblica Batava venne riconosciuta dalla Prima Repubblica francese della convenzione termidoriana con Pace dell'Aia, ma a patto di pesanti concessioni politiche, finanziarie e territoriali. Gli olandesi furono infatti costretti a cedere alla Francia le città-piazzaforti di Maastricht (Maestricht) e Venlo e le Fiandre zelandesi (Flandre zélandaise), a stabilire un'alleanza difensiva con i loro ex-nemici e a pagare loro 100 milioni di fiorini come indennità di guerra per la loro parte nella Prima Coalizione (quando erano alleati dell'Inghilterra), oltre ad impegnarsi a sovvenzionare la Repubblica francese con prestiti a basso tasso d'interesse.
Il trattato di Parigi del 1815 obbligò la Francia a pagare 700 milioni di franchi-oro alla Santa Alleanza come indennizzo per mantenere alcuni eserciti alleati di occupazione, composti da 150.000 uomini alle sue frontiere per almeno cinque anni.
I "trattati ineguali" firmati dalla dinastia Qing in Cina, Giappone, Corea, Siam, Persia, Impero ottomano, Afghanistan e altri paesi nel diciannovesimo secolo comprendevano pagamenti di indennità alle potenze occidentali vittoriose.

### Guerra franco-prussiana del 1870
Perduta la guerra franco-prussiana, la Francia dovette versare una grossa somma d'argento (5 miliardi di franchi in tre anni, con l'obbligo dell'esborso, nel corso del primo anno, di un 1 milione di franchi) alla Prussia come indennità di guerra e cedere i territori dell'Alsazia (tranne Belfort), la Lorena (attuale dipartimento francese della Mosella) e una parte dei Vosgi in base al trattato di Francoforte firmato il 10 maggio 1871. Truppe di occupazione prussiane permasero nell'est della Francia fino al completo pagamento dei 5 miliardi di franchi. La Francia riuscì a pagare tale importo in poco più di due anni e nel settembre 1873 i soldati tedeschi lasciarono i territori occupati del Nord. La Francia concesse inoltre alla Prussia, per il commercio e la navigazione, la clausola della nazione più favorita. La Francia rispettò tutte le disposizioni del Trattato di Francoforte fino al 1914.

### Prima guerra mondiale
La Russia accettò di pagare riparazioni di guerra agli Imperi centrali dopo la sua uscita dalla guerra con il Trattato di Brest-Litovsk (che fu ripudiato dal governo bolscevico otto mesi più tardi). 
La Germania si impegnò a pagare 132 miliardi di marchi oro (6.600.000.000 di sterline) con il Trattato di Versailles, ridotti a soli 3 dopo la conferenza di Losanna del 1932; cifra che, peraltro, il Terzo Reich non salderà mai. John Maynard Keynes, già nel suo libro Le conseguenze economiche della pace (1919), sostenne che le riparazioni erano insostenibili e avrebbero portato a un collasso economico della Germania, con gravi conseguenze per l’Europa.
In effetti, i debiti contratti dalla Germania negli anni '20 e '30, unitamente alle riparazioni relative al secondo conflitto mondiale, vennero trattati in modo radicalmente diverso nel secondo dopoguerra: furono ricalcolati e ridimensionati con l'accordo sui debiti esteri germanici del 27 febbraio 1953; il 3 ottobre 2010 la Germania ha finito di rimborsare quanto stabilito nel 1953 con il pagamento dell'ultima tranche, per un importo di 69,9 milioni di euro.     
La Bulgaria pagò 2,25 miliardi di franchi oro (90 milioni di sterline) di riparazioni in base al Trattato di Neuilly.

### Seconda guerra mondiale

#### Germania
Dopo la seconda guerra mondiale, in base alla conferenza di Potsdam tenutasi tra il 17 luglio e il 2 agosto 1945, la Germania dovette pagare agli Alleati 20 miliardi di dollari statunitensi soprattutto in macchinari e in stabilimenti di produzione. Le riparazioni all'Unione Sovietica finirono nel 1953. Inoltre, in osservanza alla politica di de-industrializzazione e pastoralizzazione della Germania, un gran numero di industrie civili vennero smantellate per essere trasportate in Francia e nel Regno Unito o semplicemente distrutte. Nel 1950, quando terminarono gli smantellamenti, erano state rimosse le apparecchiature da 706 impianti manifatturieri nell'ovest e la capacità di produzione dell'acciaio era stata ridotta di 6.700.000 tonnellate.
Alla fine, in molti Paesi le vittime di guerra vennero compensate con le proprietà dei tedeschi che vennero espulsi dopo la seconda guerra mondiale. A partire anche da prima della resa della Germania e fino a due anni dopo, gli Stati Uniti perseguirono un intenso programma volto a raccogliere tutte le tecnologiche e il know-how scientifico tedesco, nonché tutti i brevetti e molti eminenti scienziati della Germania (noto come Operazione Paperclip). Lo storico John Gimbel, nel suo libro Science Technology and Reparations: Exploitation and Plunder in Postwar Germany, afferma che le "riparazioni intellettuali" (intellectual reparations) prese dagli Stati Uniti e dal Regno Unito ammontarono a circa 10 miliardi di dollari. Parte delle riparazioni tedesche furono sotto forma di lavoro forzato. Fino al 1947, circa 4.000.000 prigionieri di guerra e civili tedeschi vennero utilizzati come forzati in Unione Sovietica, Francia, Regno Unito, Belgio e nella Germania sotto controllo americano.
La Germania pagò ad Israele 450 milioni di marchi tedeschi e 3 miliardi di marchi al Congresso ebraico mondiale come parziale restituzione dei beni sequestrati agli Ebrei. Nessuna riparazione venne pagata invece né agli Ebrei né ai Rom per compensare quelli uccisi durante l'Olocausto.

#### Giappone
In base al trattato di San Francisco ed agli accordi bilaterali, il Giappone si impegnò a pagare circa 1030 miliardi di yen. Quattro Paesi rinunciarono a qualsiasi riparazione dal Giappone.
Negli anni ottanta il governo degli Stati Uniti si scusò ufficialmente per l'internamento dei nippo-americani durante la seconda guerra mondiale e pagò delle indennità.

#### Altri Paesi
Con i trattati di pace di Parigi del 1947 all'Italia fu imposto di pagare come risarcimento dei danni provocati durante la guerra 360 milioni di dollari americani, di cui 100 milioni all'URSS, 125 alla Jugoslavia, 105 alla Grecia, 25 all'Etiopia e 5 all'Albania.
La Finlandia accettò di pagare riparazioni all'URSS per 300 milioni di dollari; la Finlandia fu inoltre l'unico Paese in Europa che pagò completamente le sue indennità di guerra. L'Ungheria si impegnò a pagare 200 milioni di dollari all'Unione Sovietica e 100 milioni alla Cecoslovacchia e alla Jugoslavia. La Bulgaria accettò di pagare 50 milioni di dollari alla Grecia e 25 milioni alla Jugoslavia. In base agli articoli di questi trattati, le cifre sono espresse in dollari americani del 1938 (35 dollari per un'oncia di oro puro).

### Riparazioni di guerra recenti
Dopo la guerra del Golfo, l'Iraq accettò la Risoluzione 687 del Consiglio di sicurezza delle Nazioni Unite, che aveva decretato la responsabilità finanziaria irachena per i danni causati nella sua invasione del Kuwait. Venne istituita la United Nations Compensation Commission ("UNCC") e vennero presentate da governi, aziende e singoli individui richieste di risarcimento per 350 miliardi di dollari americani. I fondi per questi pagamenti provennero per una quota del 30% delle entrate petrolifere irachene dal programma Oil-for-food. Non era previsto che sarebbero stati disponibili 350 miliardi di dollari per il pagamento totale di tutte le richieste di riparazioni e quindi vennero creati programmi di priorità nel corso degli anni. L'UNCC ha affermato che l'aver dato priorità alle domande da parte di persone fisiche, poste davanti ai crediti da parte dei governi e degli enti o società (persone giuridiche), "ha segnato un passo significativo nell'evoluzione delle pratiche internazionali di crediti".
I pagamenti di questo programma di riparazioni continuano tuttora; al luglio 2010 l'UNCC ha asserito di aver finora distribuito 18,4 miliardi di dollari americani di riparazioni.